# Heinz Glade
Heinz Glade (* 17. November 1922 in Magdeburg; † 21. Oktober 1996 ebenda) war ein deutscher Schriftsteller.

## Leben
Heinz Glade, Sohn des Versicherungsangestellten Willi Glade, besuchte die Oberrealschule in Magdeburg und wurde nach dem Abitur 1940 zuerst zum Reichsarbeitsdienst und dann zum Fronteinsatz als Soldat im Zweiten Weltkrieg eingezogen. Von 1944 bis 1947 war er in sowjetischer Kriegsgefangenschaft.
Im Juni 1947 kehrte er nach Magdeburg zurück. Er war von 1948 bis 1951 Mitarbeiter der Zeitung Tägliche Rundschau, zeitweise auch Leiter der Landesredaktion für Mecklenburg und Brandenburg. Danach arbeitete er als Journalist bei der BZ am Abend und der Wochenzeitung Sonntag. Von 1954 bis 1960 war er Journalist in Magdeburg und arbeitete ab 1957 als freier Schriftsteller. Ab 1966 war er Mitglied des DDR-Schriftstellerverbandes. Er veröffentlichte unter anderem Reise- und Reportagebücher.
Sein Nachlass befindet sich im Literaturhaus Magdeburg.

## Werke (Auswahl)
- Magdeburger Tagebuch. 1957.
- Gebändigte Bode. Der Harz verändert sein Gesicht. 1959.
- Licht im Spreewald. Auf den Spuren des Energieprogramms. 1960.
- Begegnung in Stalinstadt. 1961.
- Guten Tag, Herr Doktor. Ein Leben im Dienste des Lebens. 1962.
- Max unser Igel. Kinderbuch. 1964.
- Erdentiefe – Turmeshöhe. Von Glocken und Glockengießern. 1965.
- Perlen, Sekt und alter Ford. Krimi. 1968.
- Fahndung nach Blond Krimi. 1969.
- Auf Fahrt zwischen Elbe und Müritz Schiffsreisen auf Wasserwegen der DDR. 1970.
- Wettrennen mit dem Tod Erzählungen. 1970.
- Reiseskizzen aus dem Harz. 1971.
- An den Seen unseres Nordens. Reiseskizzen aus Mecklenburg und Brandenburg. 1972.
- Von der Syrena zum Krantor. 1973.
- Zwischen Rebenhängen und Haff. Reiseskizzen aus dem Odergebiet. 1976.
- Schweriner Skizzen. Beobachtungen und Begegnungen in der Stadt an Seen und Wäldern. 1978.
- Aus Altmark, Börde und Harzvorland. 1979.
- Spuren zu Georg Philipp Telemann. 1981.
- Karriere eines Staatsanwalts. 1985.
- Ich bestieg Hügel und Berge … Harzreisen einst und heute. 1987.
- Magdeburger Memoiren. 1990.